# 스페인의 국기

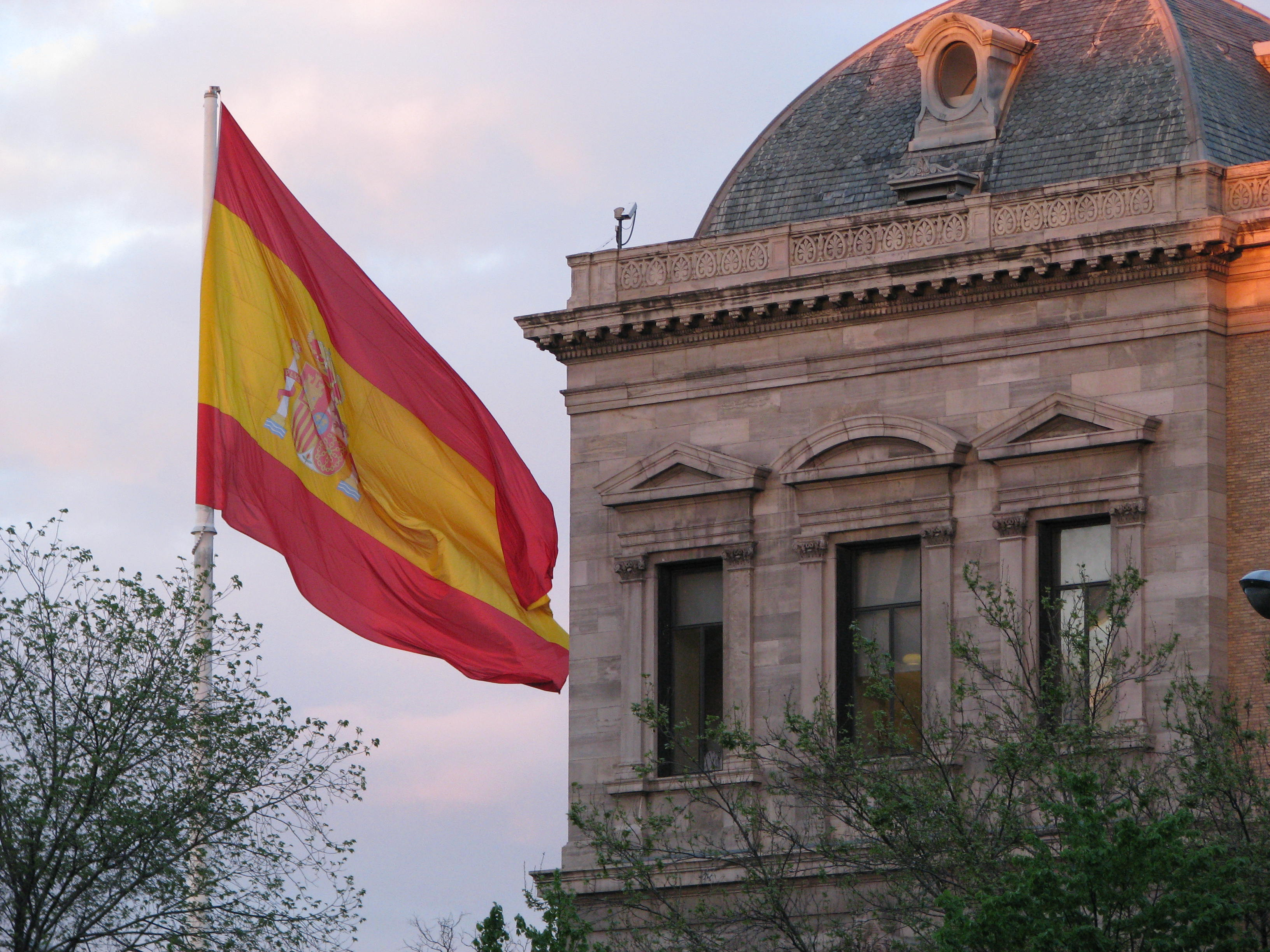
마드리드의 콜론 광장에 게양된 스페인 국기. 이 국기는 스페인에 게양된 최대 국기이다.

스페인의 국기(스페인어: Bandera de España)는 1978년 스페인 헌법에 명시된 대로 가로 3선으로 구성되어 있다: 적색, 심황색, 적색으로, 심황색 줄의 굵기는 적색 줄 굵기의 2배이다. 예로부터, 가운데 줄은 금빛을 띄는 식물인 목서초의 옛말인 '괄다'(gualda)로 불렸고, 따라서 '로히괄다'(Rojigualda→적색-목서초)로 불리게 되었다.
현 국기는 카를로스 3세 시절 해병관(Pabellón de la Marina de Guerra)이 1785년에 선기로 활용한 때로 거슬러 올라간다. 카를로스 3세는 손수 안토니오 발데스 이 페르난데스가 그린 12개의 다른 형태의 국기 중에 뽑아 선정했고, 이 12개 국기 후보군은 현재 마드리드 해양관에 전시되어 있다. 적심기는 이후 50년 동안 선기로 활용되었는데, 해양 요새, 해양 병영, 그리고 기타 해군 시설에 휘날렸다. 반도 전쟁 발발 당시 깃발은 내륙에서 교전을 수행한 해병들이 썼다고도 기록되어 있다. 1820년이 되어서야 스페인 육군의 공주(La Princesa) 연대가 사용하기 시작했고, 1843년에 이사벨 2세 여왕이 공식기로 채택했다.
19세기와 20세기 들어, 국기의 색상은 1931년부터 1939년까지 존속한 제2공화국을 제외하고 변하지 않았고, 가운데 줄의 문장만 변경되었다.

## 현재 사용되는 다른 기

총리기
요트기
세관기

### 군대기

스페인 군 부대 기

스페인군의 부개 기는 동일한 국기와 문장을 사용한다. 그러나, 부대가 사용하는 기는 부대명이 새겨졌으며 직사각형이 아닌 정사각형에 가까운(12.80x14.75m2)의 기를 사용한다.

### 해군기

스페인의 군함 선수기

스페인의 선수기는 해군함이 해외에 정박하거나 닻을 내릴 때 일출부터 일몰까지 뱃머리에 게양된다. 국내에 정박할때는 일요일이나 공휴일, 적 함선이 항구에 접근할 때 게양된다. 국기는 항해할 때와 정박할 때 일출부터 일몰까지 항상 선미에 게양된다. 1:1 비율의 정사각형 기로 중앙을 기준으로 하여 4분면으로 나뉜다.
- 2사분면, 카스티야의 상징: 적색 바탕, 금색 탑, 푸른 문과 창
- 1사분면, 레온의 상징: 은색 바탕, 왕관을 쓰고 앞발을 든 적색 사자(국기와 다른 형태를 띔), 금색 혀와 왕관
- 3사분면, 아라곤의 상징: 금색 바탕, 4개의 적색 세로줄
- 4사분면, 나바라의 상징: 적색 바탕, 십자, 대각선, 방패 모양으로 연결된 금색 사슬, 녹색 중앙부

## 규격과 색상
스페인의 국기 규격과 색상은 다음과 같다.

스페인의 국기

| 색상 | 빨강                | 노랑                |
| ---- | ------------------- | ------------------- |
| 팬톤 | 7628 C              | 7406 C              |
| RGB  | 173–21–25 (#AD1519) | 250–189–0 (#FABD00) |
| CMYK | 0%–88%–86%–32%      | 0%–24%–100%–2%      |

## 형태
현재 존재하고 있는 스페인 국기에 대해서는 대개 두 종류로 구분짓는다.

### 스페인의 국기(Bandera de España)
1978년 헌법과 스페인 법률에 정한 국기는 국장을 제외하고 빨간색이 상하, 노란색이 가운데에 위치한 형태의 것을 나타내며 모든 시민이 평등하고 또 다양하다는 의미를 지닌다. 실제 법안에는 이 형태의 국기가 가장 일반적으로 쓰여야 한다고 명시하고 있지만 실제 사용용도는 극히 제한적이다.

### 국장을 포함한 국기
전시 상황 혹은 위급 상황시 국기(Bandera de España con escudo de España)에는 무조건 국장을 다는 것이 의무화 돼 있다. 국장은 국기 전체 길이의 1/3을 유지해야 하며 그 높이는 전체 너비의 2/5를 유지해야 한다.
국가, 지방, 헌법재판소, 선박 등에서 쓰일 수 있다고 하지만 가장 널리 쓰이는 형태이며 스페인 국민들이 가장 널리 접하는 국기로서 사실상 스페인의 공식 국기이다.

#### 국장
현재 국장은 1981년 12월 19일 도입돼 이전의 1945년, 1975년의 것을 대체했다. 과거 국장은 프란시스코 프랑코의 군사 독재를 상기시킨다는 이유로 거부됐다.

## 역대 스페인의 국기

아스투리아스 왕국의 국기 718년 ~ 924년
나바라 왕국의 국기 824년 ~ 1841년
레온 왕국의 국기 910년 ~ 1230년
톨레도 왕국의 국기 1085년 ~ 1833년
아라곤 연합왕국의 국기 1162년 ~ 1716년
그라나다 토후국의 국기 1230년 ~ 1492년
카스티야 연합왕국의 국기 1230년 ~ 1715년
그라나다 왕국의 국기 1492년 ~ 1833년
1506년 ~ 1785년 부르고뉴 십자
1701년 ~ 1760년 스페인의 국기
1760년 ~ 1785년 스페인의 국기
1785년 ~ 1873년 스페인의 국기
1785년 ~ 1927년 스페인의 상선기
1873년 ~ 1874년 스페인 제1공화국의 국기
1874년 ~ 1931년 스페인의 국기
1931년 ~ 1936년 스페인 제2공화국의 국기
1931년 ~ 1936년 스페인 제2공화국의 민간기
1936년 ~ 1938년 프랑코 정권 시기에 사용된 스페인의 국기
1938년 ~ 1945년 프랑코 정권 시기에 사용된 스페인의 국기
1945년 ~ 1977년 프랑코 정권 시기에 사용된 스페인의 국기
1977년 ~ 1981년 스페인의 국기

## 같이 보기
- 스페인의 기 목록